# Joseph Adamer
Joseph Adamer (auch Giuseppe Adamer; * vor 1785; † nach 1805) war ein österreichischer Instrumentalist und Komponist.

## Leben
Joseph Adamer lebte um 1800 in Wien und war Instrumentalist im k.k.-Redoutensaal. Er verlegte seine Kompositionen bei Joseph Eder und Mollo in Wien.

## Werke (Auswahl)
- Quartett in B-Dur. Allegro spirituoso RISM ID: 300043181
- Patriotisches Kriegslied für Gesang und Harfe, Joseph Eder, Wien, 1797[4] RISM ID: 991012382
- La guerra musicale in quartetto für zwei Violinen, Viola und Violoncello, Joseph Eder, Wien, um 1801 RISM ID: 991012379[Digitalisat 1][5]
- In questa tomba oscura für Gesang und Klavier, Text: Giuseppe Carpani RISM ID: 852032874 OCLC 681311863, gedruckt bei Mollo, Tranquillo & Co in In questa tomba oscura: arietta con accompagnamento di piano-forte composte in diverse maniere da molti autori e dedicata …[6][Digitalisat 2]
- Gott erhalte den Kaiser Franz, bey dem Klavier oder Harphe zu singen RISM ID: 991012380
- Marsch der Wiener Freywilligen für das Forte-Piano oder die Harphe. RISM ID: 991012381
- Zwölf Menuette für Klavier, gedruckt bei Mollo in Wien[1]
- So wie die edle Frühlingssonne für Gesang und Klavier, Musikfreunde, Wien, 1806[1]
- Vocal Terzett Per Soprano Tenore ed Basso: zur Geburts Feyer Seiner Kaiserlichen auch Kaiserlich-Königlichen Majestet Franz des Zweiten im Jahr 1806. 3 Stimmen a capella[7]

## Digitalisate
1. ↑  La guerra musicale als Digitalisat bei https://polona.pl/
2. ↑  In questa tombaoscura als Digitalisat bei ScorSer